# Ulianinia
Genre
Ulianinia est un genre de vers plats marins de la famille des Pseudostomidae. 

## Systématique
Le nom valide complet (avec auteur) de ce taxon est Ulianinia Levinsen, 1879.

### Synonyme
Ulianinia a pour synonyme Gastropharynx Meixner, 1938.

### Liste des espèces
Selon la base de données World Register of Marine Species (15 décembre 2023), le genre Ulianinia contient les espèces suivantes :
- Ulianinia contractilis (Meixner, 1938)
- Ulianinia mollissima Levinsen, 1879
- Ulianinia westbladi Karling, 1963